# Момир Булатовић
Момир Булатовић (Београд, 21. септембар 1956 — Раћи, 30. јун 2019) био је југословенски и црногорски политичар. Обављао је функцију предсједника Предсједништва СР Црне Горе од 1990. до 1993. године, а потом предсједник Републике Црне Горе од 1993. до 1998. године и предсједник Владе Савезне Републике Југославије од 1998. до 2000. године.

## Биографија
Потицао је из официрске породице. Због природе очевог посла, породица се често селила тако да је Момир Булатовић рођен у Београду, а основну и средњу школу је завршио у Задру. У Црну Гору је дошао 1975. године, након чега је у тадашњем Титограду уписао Економски факултет. По дипломирању, постао је асистент на истом факултету, на предмету Политичка економија, а потом је стекао и звање магистра економских наука.
Политиком се почео бавити у студентској организацији Савеза комуниста Црне Горе. У вријеме политичких промјена, које су у Црној Гори извршене крајем 1988. и почетком 1989. године, стекао је знатан углед у јавности. На десетом конгресу Савеза комуниста Црне Горе, који је одржан у априлу 1989. године, изабран је за предсједника Предсједништва Централног комитета СКЦГ. На првим вишестраначким изборима који су у Црној Гори одржани у децембру 1990. године, изабран је за предсједника Предсједништва Црне Горе. Средином 1991. године, након трансформације СК Црне Горе у Демократску партију социјалиста Црне Горе (ДПС) изабран је за првог предсједника странке.
Као предсједник Предсједништва Црне Горе, учествовао је у преговорима о разрјешењу југословенске кризе, који су вођени током 1991. године. На изборној сједници Предсједништва СФРЈ која је одржана средином маја 1991. године, одбио је да гласа за избор Стјепана Месића на функцију предсједника Предсједништва СФРЈ, у знак протеста због хрватске и словеначке блокаде рада Скупштине СФРЈ. Био је један од потписника Београдске иницијативе, политичке декларације од 12. августа 1991. године која је предвиђала опстанак Југославије. Све до тог времена, Булатовић је досљедно заговарао опстанак Југославије и њено преуређење у савремену федеративну државу.

### Октобарски преокрет (1991)
Недуго потом, дошло је до преокрета у његовом односу према опстанку Југославије, тако да је 18. октобра 1991. године, у вријеме одржавања конференције о Југославији, прихватио приједлог Европске заједнице о признавању пуног државног суверенитета и независности свих југословенских федералних јединица, чиме се Црна Гора сврстала уз сецесионистичке републике. Овај неочекивани поступак Момира Булатовића био је учињен уз пуну сагласност већег дијела државног руководства Црне Горе, а један од главних заговорника таквог усмјерења био је Булатовићев најближи сарадник Мило Ђукановић, тадашњи предсједник Владе Црне Горе. Међутим, Булатовићево изјашњавање против опстанка заједничке државе наишло је на оштру осуду у домаћој јавности, а поједини политички чиниоци су га отворено оптужили за издају Југославије, затраживши његову оставку или смјену. Један од Булатовићевих главних критичара био је Бранко Костић, тадашњи потпредсједник Предсједништва Југославије који је као представник Црне Горе и искрени заговорник очувања Југославије уживао велики углед у народу и војсци. Под притиском најшире јавности, Булатовић је 30. октобра повукао свој пристанак на план о разбијању Југославије.
Поменута збивања су довела до озбиљних посљедица. Иако се показао као краткотрајан, Булатовићев преокрет од 18. октобра је нанио велику политичку штету снагама које су се залагале за опстанак Југославије, пошто је пред лицем не само домаће, већ и стране јавности, разоткривено да између руководстава Црне Горе и Србије не постоји политичко јединство. Тиме је оснажена позиција сецесионистичких република, а уједно је створен и додатни простор за покретање нових притисака на Југославију. 

### Предсједник Црне Горе
Увидевши да се велика већина грађана Црне Горе залаже за опстанак заједничке државе, Булатовић је почетком 1992. године преузео улогу главног заговорника идеје о преуређењу преосталог дијела Југославије, што се у пракси свело на Црну Гору и Србију. На референдуму о државном статусу Црне Горе који је одржан 1. марта 1992. године, Булатовић је подржао останак Црне Горе у заједничкој држави са Србијом, што је 27. априла исте године довело до стварања Савезне Републике Југославије. Међутим, у вријеме преговора о уставном уређењу заједничке државе, Булатовић се залагао за што слабију федерацију, што је касније довело до многих проблема у функционисању СРЈ.
Поучен непријатним искуствима из октобра 1991. године, Булатовић се током 1992. године пред лицем јавности приказивао као велики заговорник новостворене СРЈ, желећи да се на тај начин одбрани од све оштријих критика које су му упућиване од стране Бранка Костића и других искрених присталица даљег јачања заједничке државе. Након најаве Костићеве кандидатуре за функцију предсједника Црне Горе, Булатовић и Ђукановић су подјелили улоге, тако да је Булатовић током предизборне кампање успио да убједи највећи дио бирача у своју подједнаку приврженост Црној Гори и заједничкој држави. Након побједе на предсједничким изборима, Булатовић је постао први Предсједник Републике Црне Горе, а на ту дужност је ступио почетком 1993. године.
Иако је током наредних пет година (1993-1998) обављао високу дужност Предсједника Републике, вођење политичких послова је препустио свом страначком колеги Милу Ђукановићу, тадашњем предсједнику Владе Црне Горе. У то вријеме, Булатовић се није противио Ђукановићевој политици сузбијања и разбијања српских националних и других опозиционих странака у Црној Гори. Чак и када је долазило до прекрајања састава Скупштине Црне Горе путем одузимања мандата опозиционим посланицима, Булатовић се таквој Ђукановићевој политици није супротстављао, што је довело до поновног нарушавања његовог угледа у широј јавности.

### Разлаз са Ђукановићем
Суочен са убрзаним опадањем политичког утицаја, Булатовић је током 1997. године покушао да поврати стварну контролу над странком, како би осигурао кандидатуру за нови предсједнички мандат на наредним изборима, али тим поводом је у врху ДПС дошло до оштрог сукоба, пошто Ђукановић није хтио да се одрекне контроле над страначким апаратом. Њихов сукоб се потом пренио на цијелу странку, што је довело до њене подјеле на два крила: Булатовићево и Ђукановићево.
Настојећи да обезбједи што ширу подршку, Булатовић је током сукоба са Ђукановићем покушавао да се прикаже као искрени заговорник заједничке државе, иако је током претходних година био главни саучесник у Ђукановићевој политици јачања Црне Горе наспрам савезне државе. На предсједничким изборима, који су у Црној Гори одржани у октобру 1997. године, два крила ДПС су истакла своје кандидате: Булатовића и Ђукановића. Иако је однио побједу у првом кругу, Булатовић је изгубио у другом кругу, тако да је за новог Предсједника Црне Горе изабран Ђукановић, који је на ту дужност ступио почетком 1998. године. У међувремену, Булатовић је покушао да оспори исход избора, жалећи се на бројне неправилности, али без успјеха.

### Председник Владе СРЈ
У фебруару и марту 1998. године, Булатовићево крило ДПС се трансформисало у нову странку под називом Социјалистичка народна партија Црне Горе (СНП). За првог предсједника странке изабран је управо Булатовић. Недуго потом, његова странка је на савезном нивоу озваничила коалицију са Социјалистичком партијом Србије, а Булатовић је 20. маја 1998. године изабран за предсједника Владе СРЈ и на том месту остао је до 4. новембра 2000. године. Булатовићева влада СРЈ суочила се са отвореном непослушношћу владе Црне Горе.
На скупштинским изборима који су у Црној Гори одржани крајем маја 1998. године, Булатовићева странка је наступала самостално и освојила 35,62% гласова и 29 посланичких мандата, пласирајући се на друго мјесто иза Ђукановићеве коалиције Да живимо боље (ДПС-НС-СДП).
За вријеме Булатовићевог мандата на челу Савезне владе, догодила се НАТО агресија на СРЈ, која је трајала од 24. марта до 10. јуна 1999. године. Булатовић је писао да од СРЈ није био тражен неки посебан уступак на Косову, него је циљ био да се СРЈ војнички порази, а покаже способност и „право” НАТО-а да то учини и да је то био део „новог светског поретка” који су стварале САД. После избора 24. септембра 2000. и пораза Слободана Милошевића на изборима за председника СРЈ, у октобру 2000. и председник владе СРЈ Момир Булатовић поднео је оставку, али његова влада је наставила радити до избора владе Зорана Жижића (такође члана СНП) 4. новембра 2000.

### Политичка маргинализација
Непосредно након савезних избора који су одржани у јесен 2000. године, у руководству СНП је дошло до покретања унутрашњих расправа око избора новог политичког усмјерења. Пошто се већи дио руководства опредијелио за сарадњу са Демократском опозицијом Србије (ДОС), Момир Булатовић је 9. октобра поднио оставку на функцију предсједника Савезне владе. Иако је и даље остао на челу СНП, његов утицај је знатно опао, а вођење страначке политике преузели су његови потпредсједници: Предраг Булатовић, Зоран Жижић и Срђа Божовић, који су на савезном нивоу склопили коалицију са ДОС.
Крајем јануара 2001. године, Момир Булатовић је и формално поднио оставку на функцију предсједника СНП, а потом је напустио странку, што је довело до даљих подела по дубини страначке организације. Крајем фебруара, одржан је конгрес СНП на коме је за новог предсједника изабран Предраг Булатовић, који је најавио грађанско усмјерење странке. Током конгреса, дошло је до отворене подјеле међу делегатима. Мањински дио делегата, који је био незадовољан новим политичким усмерењем странке, напустио је СНП, придруживши се Момиру Булатовићу. Тиме је учињен кључни корак ка стварању нове политичке организације, која је основана под именом Народна социјалистичка странка Црне Горе (НСС).
Оснивање нове странке је у првом тренутку изазвало велику пажњу јавности, пошто се очекивало да ће на њено чело стати управо Момир Булатовић. Међутим, већ на самом почетку се показало да ће та очекивања бити изневјерена. Иако је велика већина присталица НСС била увјерена да ће на њено чело стати управо Момир Булатовић, до тога није дошло, усљед његове намјере да напусти активно бављење политиком. Његови сарадници су покушали да охрабре разочаране присталице, најавивши да ће Момир Булатовић накнадно прихватити функцију "почасног предсједника" НСС, али та најава је створила додатну забуну, пошто је у исто вријеме објављено да ће нову странку водити "колективно руководство" и то не само привремено, већ све до првог конгреса, који је одложен до предстојећих скупштинских избора. Стварањем таквог организационог провизоријума, у јавности је произведен утисак да нова странка нема јасну развојну визију, што је додатно разочарало и поколебало многе присталице.
Упоредо са приближавањем скупштинских избора, који су били заказани за април 2001. године, колективно руководство НСС се суочило са низом изазова. Иако се одлучно залагала за очување заједничке државе, НСС усљед претходног разлаза са СНП није могла бити дио коалиције Заједно за Југославију (СНП, НС, СНС). Током изборне кампање, руководство НСС је на челу са својим почасним предсједником Момиром Булатовићем у више наврата упозоравало бираче да ће странке окупљене у поменутој коалицији, упркос свог формалног залагања за очување СРЈ, пристати на редефинисање и слабљење заједничке државе, што се касније показало као тачно.
На скупштинским изборима који су у Црној Гори одржани у априлу 2001. године, НСС је наступила самостално, освојивши 10.702 гласова (2,92%), што је било незнатно испод законом прописаног изборног цензуса од 3%, тако да је странка остала без посланичких мандата, што је сматрано великим неуспјехом. Крајем исте године, на првом конгресу НСС, озваничена је одлука о Булатовићевом избору за почасног предсједника странке. Иако је ову одлуку прихватио, самом конгресу није присуствовао, што је додатно разочарало његове присталице.
На наредним скупштинским изборима који су у Црној Гори одржани у октобру 2002. године, НСС је заједно са СРС наступила у склопу Патриотске коалиције за Југославију, која је освојила 9.920 гласова (2,81%), што је такође било незнатно испод изборног цензуса.
Почетком 2005. године, руководство НСС је активно учествовало у оснивању Покрета за европску државну заједницу Србије и Црне Горе. Иако је подржавао циљеве поменутог покрета, Булатовић се није активно укључио у његов рад. Током кампање уочи референдума о државном статусу Црне Горе, који је одржан 21. маја 2006. године, НСС је била дио унионистичког блока, који се залагао за очување државног заједништва Црне Горе и Србије, али Булатовић упркос својој вербалној подршци опстанку заједничке државе није узимао активнијег учешћа у референдумској кампањи. Пошто је легитимност референдума била доведена у питање усљед бројних неправилности, руководство НСС је одбило да призна званичне резултате.
На скупштинским изборима који су одржани у јесен 2006. године, након проглашења независности Црне Горе, НСС је наступила у оквиру коалиције Српска листа, која је остварила значајан успјех, освојивши 49,730 гласова (14,68%) и 12 посланичких мандата, од чега је НСС припао један, чиме је ова странка стекла парламентарни статус.
Крајем 2008. године, покренута је иницијатива да се Српска листа трансформише у јединствену политичку странку. Међу странкама које су се опредијелиле за организационо обједињавање била је и НСС, која је почетком 2009. године узела учешће у стварању нове странке под називом Нова српска демократија. Колективним укључивањем у нову странку, НСС је престала да постоји као посебна политичка организација, а самим тим је Момиру Булатовићу престала и функција њеног почасног предсједника.
Током наредних година, Булатовићево учешће у јавном животу било је симболично, а након стварања коалиције Демократски фронт, појавили су се наговјештаји да ће Момир Булатовић бити кандидат те коалиције на наредним предсједничким изборима, који су били предвиђени за 2018. годину. Међутим, до реализације ове замисли није дошло.
Преминуо је 30. јуна 2019. године у насељу Раћи код Подгорице где је и сахрањен 2. јула исте године.
Постхумно је проглашен почасним грађанином Требиња.

## Занимљивости
Према сопственим ријечима, Момир Булатовић се током цијелог живота изјашњавао као Црногорац, наглашавајући у разним приликама да је Црногорац по имену, а Србин по презимену. Иако се његово схватање црногорства кретало у оквирима српског националног корпуса, често је наглашавао да није битно да ли се неко изјашњава као Црногорац или као Србин. Међутим, на пописима становништва се у смислу националне припадности ипак изјашњавао као Црногорац.
Он и Мило Ђукановић су живјели у истој згради. Булатовић је у интервјуу за Балкан инфо изјавио да се јављају један другом када се сретну.

## Одабрани радови
- Булатовић, Момир (1991). Мање од игре - више од живота. Нови Сад: Књижевна заједница Новог Сада.
- Булатовић, Момир (1996). Црна Гора: Еколошка држава. Подгорица: Унирекс.
- Bulatović, Momir (2004). Pravila ćutanja: Istiniti politički triler sa poznatim završetkom (1. изд.). Beograd: Narodna knjiga.
- Bulatović, Momir (2006). Neizgovorena odbrana: ICTY vs Slobodan Milošević. Niš: Zograf.
- Bulatović, Momir (2011). Ekonomija i demokratija: Držati glavu iznad. Podgorica: Jumedia Mont.
- Булатовић, Момир (2018). Невидљиви ланци: Моћ непостојећег новца. Београд: Laguna.